# 苦竹
苦竹（学名：Pleioblastus amarus）为禾本科大明竹属下的一个种。